# Pehr Hilleström
Pehr Hilleström (Väddö, 18 de noviembre de 1732-Klara Parish, 13 de agosto de 1816) fue un pintor y tejedor de tapices sueco. 

## Biografía
Se formó como tejedor de tapices con el maestro tapicero francés J.L. Duru, encargado de la decoración del Palacio Real de Estocolmo, tarea que finalizó a la muerte de su maestro en 1735. Su principal aportación fue el dosel del trono de la Sala de Audiencias, según dibujos de Jean Eric Rehn. Entre 1757 y 1758 residió en París, donde estudió técnicas de tejido en la Real Manufactura de los Gobelinos, así como pintura con François Boucher y Jean Siméon Chardin. De regreso a su país, continuó su labor como tejedor hasta aproximadamente 1780, especialmente para el Palacio Real. Sin embargo, desde 1770 se fue dedicando cada vez más a la pintura. En 1794 fue nombrado profesor de la Real Academia Sueca de las Artes, de cuya institución fue director desde 1810.
Su pintura se centró en bodegones e imágenes costumbristas de la vida cotidiana de la Suecia de su época, que ofrecen un documento de gran valor sobre la vida en los tiempos de Gustavo III. Su estilo era realista, de gran objetividad pero cierta ingenuidad, con gran preocupación por los estudios de luz y sus efectos sobre la materia. Retrató la vida en los ambientes burgueses y aristocráticos, sobre todo en ambientes festivos: Interior gustaviano con jugadores de cartas (1789, Museo Nacional de Estocolmo), Junto al bastidor (1790, Museo Nacional de Estocolmo), Modista (1790, Museo Nacional de Estocolmo), Trabajos caseros (1794, Museo Nacional de Estocolmo), Carruseles en la plaza de Adolfo Federico (1794, Ayuntamiento de Estocolmo). Otros campos de interés fueron la vida obrera y el trabajo en factorías metalúrgicas o canteras de granito (Forja en barras de hierro, Museo Nacional de Estocolmo), así como la vida y costumbres de los campesinos (Reunión campesina en Escaria, 1798, Museo Nacional de Estocolmo). Sus bodegones, influidos por Chardin, destacan por su colorismo. También realizó retratos, como el del poeta Carl Mikael Bellman (1781, Museo Nacional de Estocolmo), así como varios autorretratos.
Fue padre del también pintor Carl Peter Hilleström.

## Galería

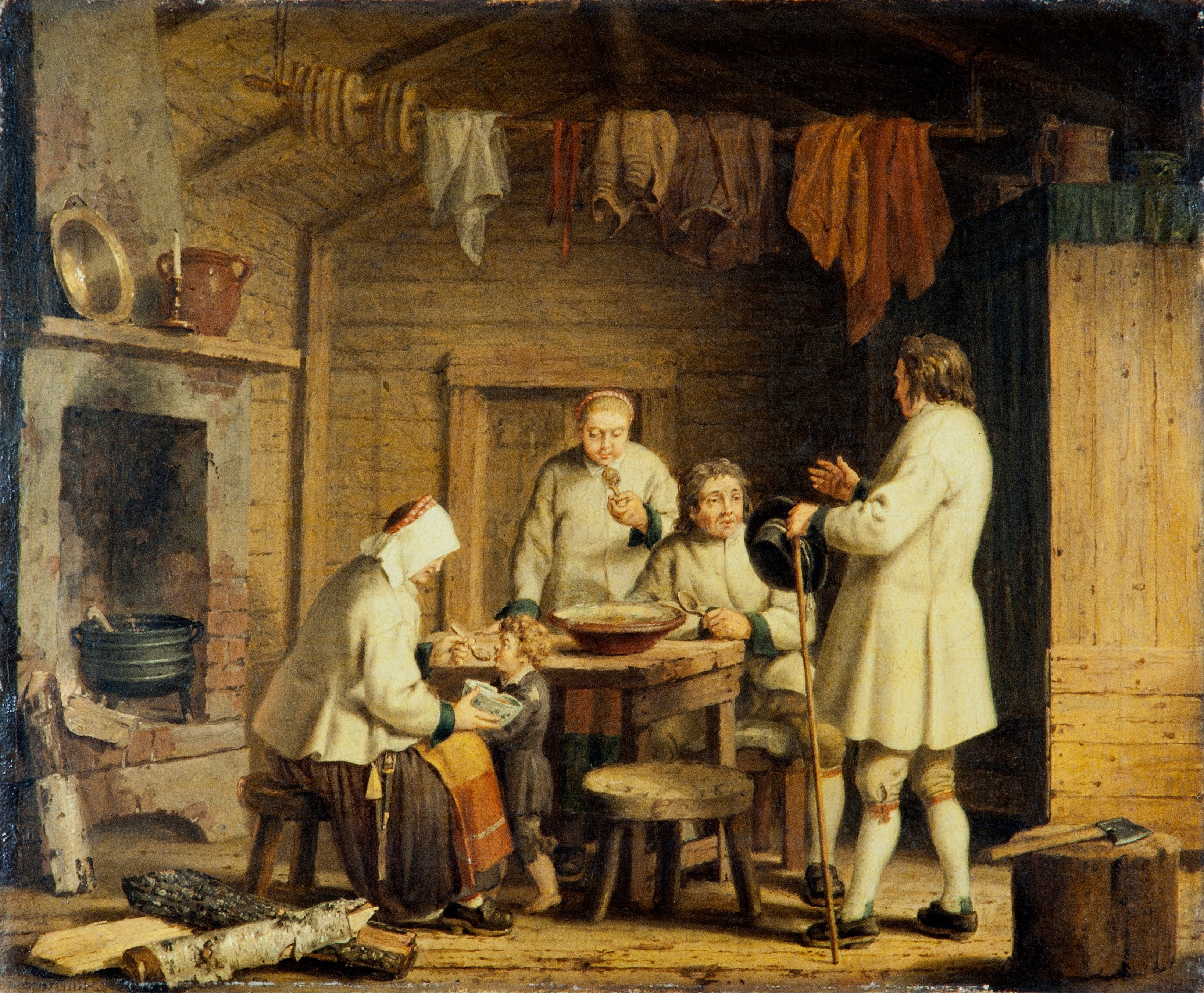
Gente de Mora en Dalecarlia
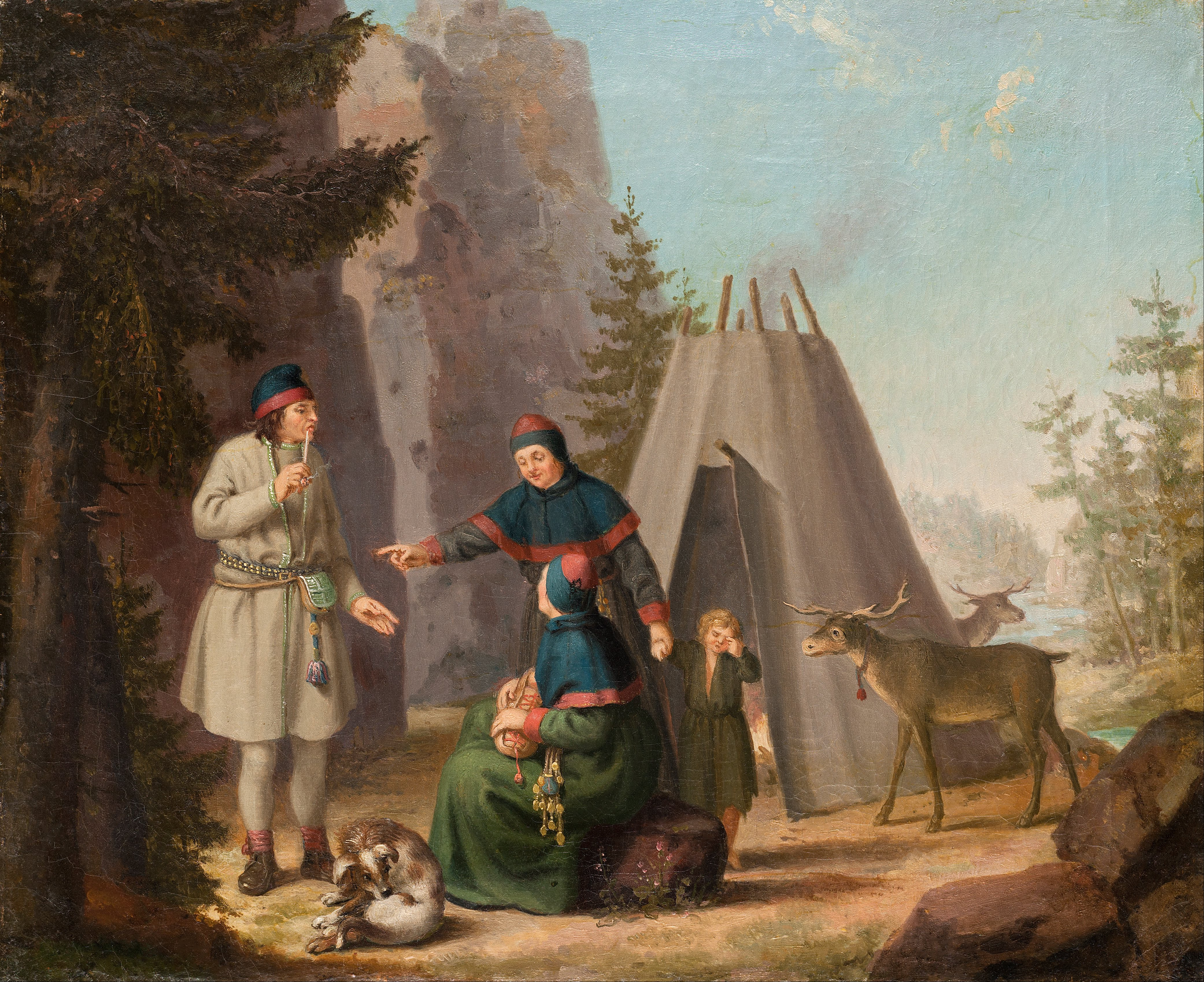
Las costumbres de los lapones
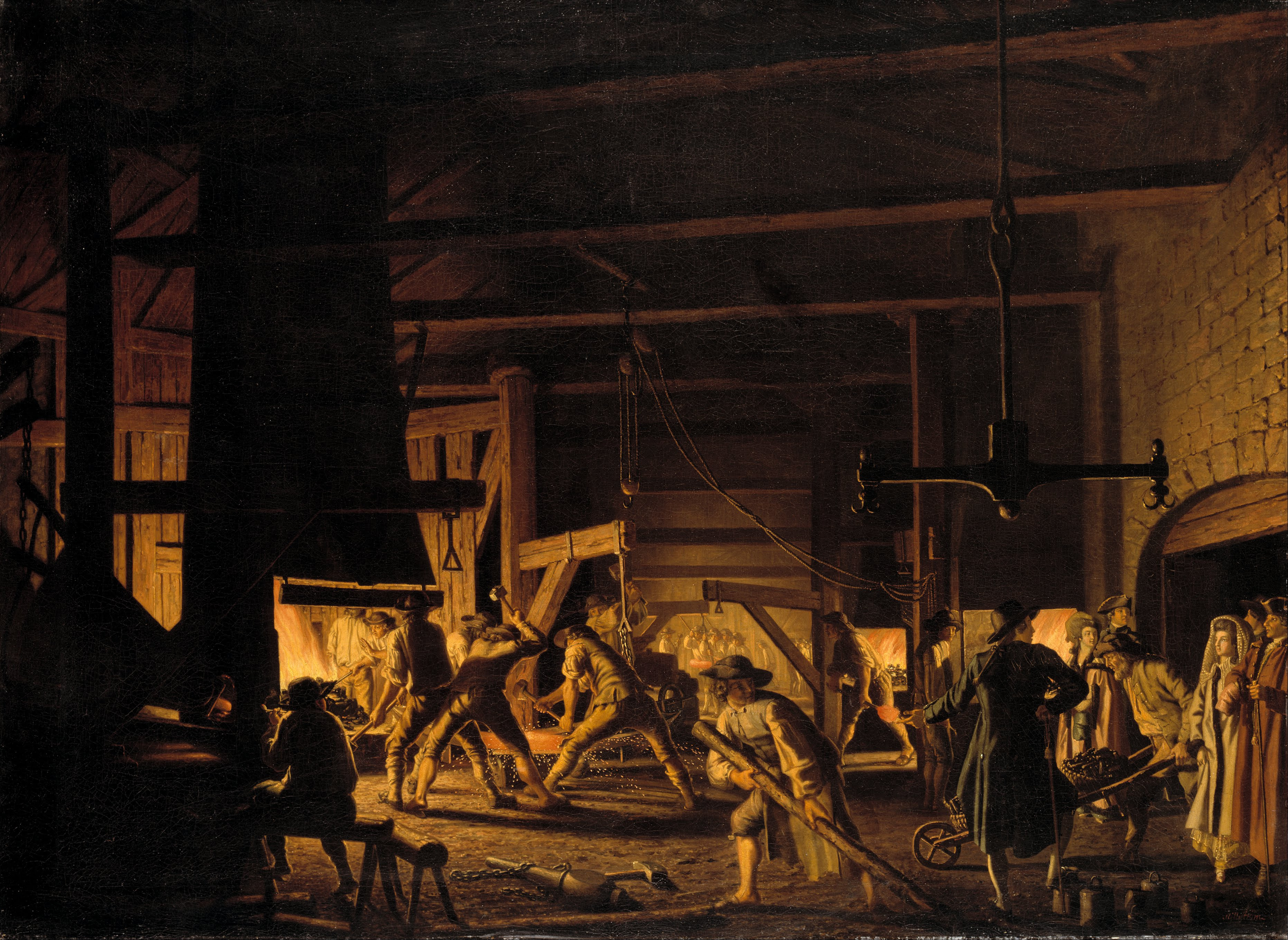
En la forja del ancla de Söderfors. Los herreros trabajando duro
En el bastidor de bordado
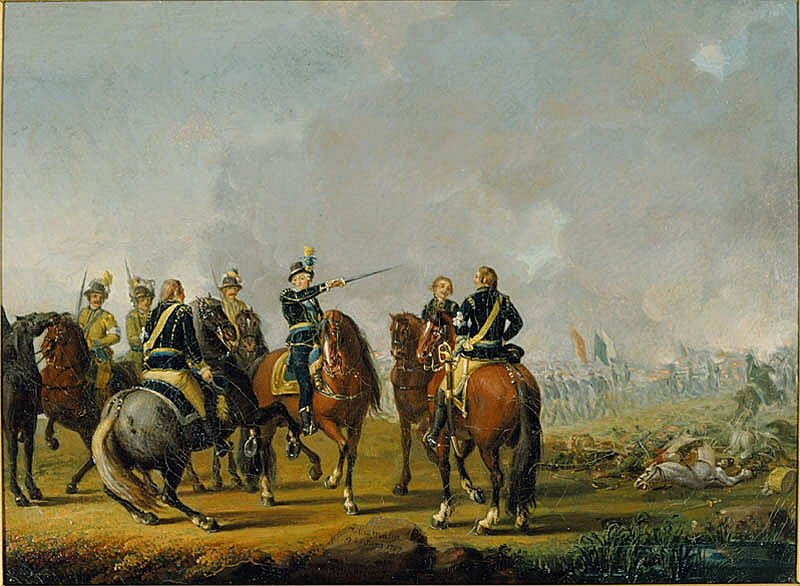
La batalla de Uttismalm
Naturaleza muerta
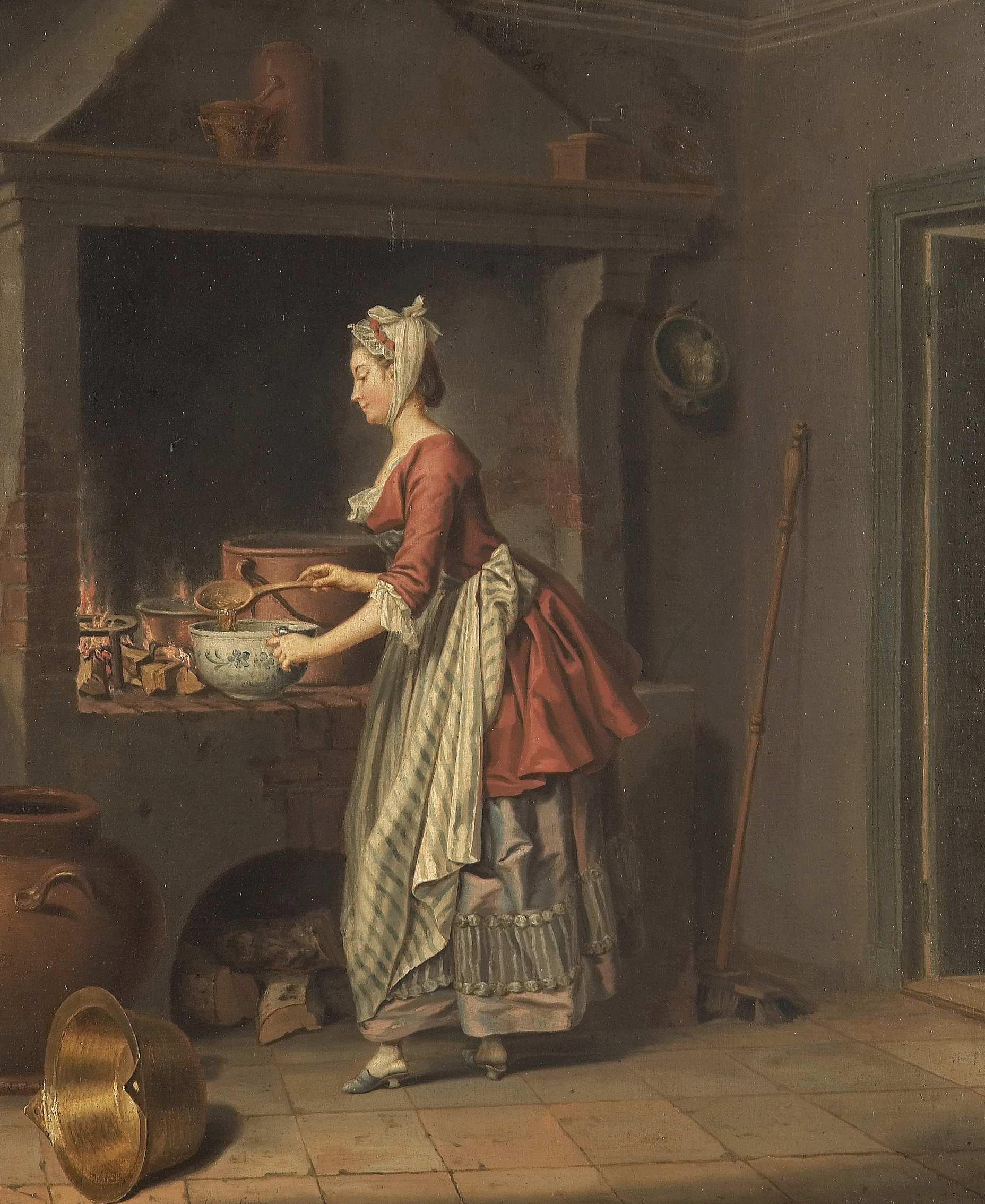
Una criada vierte sopa de un caldero